# Jerzy Osiński (polityk)
Jerzy Zdzisław Osiński (ur. 7 lipca 1936 w Linowie, zm. 16 października 2018 w Warszawie) – polski rolnik i polityk, poseł na Sejm X kadencji.

## Życiorys
Syn Jerzego i Agnieszki. Ukończył w 1959 studia w Wyższej Szkole Rolniczej w Olsztynie. Od 1960 należał do Zjednoczonego Stronnictwa Ludowego. Pracował jako agronom, a także w ZSL i w Polskiej Akademii Nauk. W 1974 otrzymał stopień doktora nauk rolniczych. Od 1980 do 1981 był wiceministrem rolnictwa. W 1982 został prezesem zarządu Centralnego Związku Spółdzielni Mleczarskich, był także wiceprezesem Naczelnej Rady Spółdzielczej. W 1989 uzyskał mandat posła na Sejm kontraktowy, został wybrany w okręgu siedleckim z puli ZSL. Na koniec kadencji był członkiem Klubu Poselskiego Polskiego Stronnictwa Ludowego. Pracował w Komisji Systemu Gospodarczego i Polityki Przemysłowej, Komisji Systemu Gospodarczego, Przemysłu i Budownictwa, oraz Komisji Nadzwyczajnej do rozpatrzenia projektów ustaw dotyczących spółdzielczości. Nie ubiegał się o reelekcję. Pozostał związany z PSL, był członkiem władz Stowarzyszenia Parlamentarzystów Ruchu Ludowego.
Pochowany na cmentarzu komunalnym Północnym w Warszawie.

## Odznaczenia
- Krzyż Oficerski Orderu Odrodzenia Polski (1985)
- Złoty Krzyż Zasługi (1979)